# Parçay-sur-Vienne

Parçay-sur-Vienne este o comună în departamentul Indre-et-Loire, Franța. În 1 ianuarie 2022 avea o populație de 621 de locuitori.